# أحمد عز الدين هلال
 أحمد عز الدين هلال  (5 ديسمبر 1924 - 6 فبراير 1996) تولى وزارة البترول والثروة المعدنية المصرية في عام 1981.:15:16

## حياته المهنية
- بدأ حياته العملية في صناعة البترول عام 1946 مهندساً كيميائياً بشركة آبار الزيوت الإنجليزية المصرية (النصر للبترول حالياً)، وفي عام 1960 شغل منصب مدير معمل التكرير بالشركة.
- عمل في شركة شل عندما كانت ملكيتها وإدارتها للأجانب ثم عمل بها في ظل ملكية وإدارة القطاع العام.
- شارك في عملية تمصير صناعة البترول.
- شغل منصب نائب مدير عام التكرير بالمؤسسة المصرية العامة للبترول (الهيئة المصرية العامة للبترول حالياً) في أول فبراير عام 1964 ثم مدير عام للمؤسسة في أغسطس 1968، ثم رئيساً للمؤسسة في أكتوبر 1971.
- التحق بأكاديمية ناصر العسكرية العليا مما مكنه من وضع خطة كاملة لتأمين احتياجات البلاد من البترول أثناء حرب 1973 وبعدها.
- تولى أول وزارة مستقلة للبترول في مصر في أواخر مارس 1973 وحتى عام 1984 تم خلالها ادماج التعدين مع البترول في وزارة واحدة.
- كان له دور كبير في التخطيط لاستخدام البترول كسلاح في حرب أكتوبر 1973 على المستويين العربي والمحلى.
- في عام 1981 تم تعيينه نائباً لرئيس مجلس الوزراء للإنتاج ووزيراً للبترول.
- منحه الرئيس محمد حسني مبارك وشاح النيل تقديراً لجهوده في خدمه بلده.